# Daniel Riche (romancier)
Pour les articles homonymes, voir Daniel Riche et Riche (homonymie).
Daniel Georges Ferdinand Riche, né le 1er juillet 1864 au Caire en Égypte et mort le 20 avril 1936 à Paris,, est un romancier, auteur dramatique, scénariste et réalisateur de films muets français. Il a parfois utilisé le nom de plume D. Chéri (anagramme de son nom).

## Biographie
Dès la fin de ses études au lycée Daniel Riche propose ses poèmes à Henri Escoffier, rédacteur en chef du Petit Journal. Ce dernier lui demande non des poèmes mais des contes. C'est ainsi que débute la carrière littéraire de Daniel Riche. Il poursuivra son engagement dans la presse en étant rédacteur au journal hebdomadaire Le Petit Niçois, au Courrier du Soir, à L'Évenement, puis en qualité de rédacteur en chef du journal Fin de Siècle (en 1892-1893).
En 1905, Daniel Riche est élu membre du comité de la Société des Gens de Lettres, alors présidé par Émile Zola, en qualité de secrétaire. Il en  sera ultérieurement  (1906) vice-Président et président de sa Commission des comptes.
Daniel Riche, en sus des romans et pièces de théâtre, publie régulièrement des contes dans la presse. Il tient également des rubriques de critique de théâtre.
Daniel Riche s'intéresse très tôt au cinéma, il est, écrit Paul Reboux dans Paris-Soir, "le premier écrivain qui se soit intéressé au cinématographe comme scénariste et metteur en scène. Son nom est le premier qui fut projeté sur l'écran au-dessous du titre du scénario".
Daniel Riche s'engage au sein de la Société des Gens de Lettres pour faire avancer les interférences entre littérature et cinéma. Ainsi en 1918 il est membre d''une Commission inter-sociale composée de représentants de la Société des Gens de Lettres, de la Société des Auteurs er Compositeurs dramatiques de la Société des Auteurs et Compositeurs et Editeurs de musique ayant pour objet l'étude des questions nouvelles de Propriété littéraire.
Julien Duvivier raconte qu'il doit à Daniel Riche son engagement dans le cinéma "J'avais connu Daniel Riche qui faisait répéter une de ses pièces à l'Odéon : il s'était pris de sympathie pour moi et c'est lui qui me conseilla de faire du cinéma... c'est en qualité de régisseur et sous  les auspices de la Société de Gens de Lettres, plus exactement de Pierre Decourcelle et de Daniel Riche que j'ai commencé mon apprentissage.."   

## Distinctions
- Daniel Riche est nommé chevalier dans l'Ordre national de la Légion d'honneur par décret du 13 août 1900 et promu Officier par décret du 11 janvier 1931[11]
- Prix Montyon 1898 décerné par l'Académie française pour le roman Le charme d’amour.
- Prix Lambert 1923 décerné par l'Académie Française au roman La Forêt frémissante.

## Œuvres

### Accueil de l'œuvre littéraire de Daniel Riche
Les publications ou représentations théâtrales bénéficient d'une bonne couverture médiatique et de critiques dans l'ensemble favorables :!
Sur La Prisonnière (1821) donnée à l'Odéon Léo Claretie écrit en conclusion d'un long article "Le drame de Daniel Riche, bien charpenté et bien écrit a été joué avec talent par la pathétique René Pierny (Desolina), Montis (Savigny), Darras, toujours pittoresque..."
Sur le roman Marchepied " (1906)  le journal Le Réveil on peut lire "notre collègue bien connu publie chez Flammarion son beau roman qui, donné par La Liberté en feuilleton a obtenu un si grand succès.;; dû à une œuvre très vivante, très littéraire aussi et où se trouve étudiée la douloureuse question des mariages d'argent... C'est le livre du jour, mais non d'un jour car il restera."
Dans Le Monde artiste, en 1901, "Un des livres les plus franchement gais de cette saison est celui où Daniel Riche vient de réunir ses meilleures comédies. Toutes sont animées d’une verve soutenue, d’une très aimable humeur satirique. En Marge de la censure (car les passages supprimés par la censure ont été soigneusement rétablis par l’auteur) est édité par Ernest Flammarion."
Dans le journal L'Éclair, Sur Trouble d'âme (1896) "romancier d'idées, il est surtout connu pour ses études sociales, études de petits bourgeois, ces pauvres déguisés, qu'étreint toujours l'hypocrisie conventionnelle. Aujourd'hui il fait paraître Trouble d'âme, un roman fin et charmant qui s'annonce comme un des succès littéraires de cette saison."
Le Figaro publie en 1921 une critique du roman L'appel ardent "M. Daniel Riche est passé maître dans l'art d'exciter notre curiosité en enchevêtrant à plaisir les fils d'une intrigue qu'il dénue ensuite comme en se jouant. Il sait, dès la première ligne captiver le lecteur, il l'émeut, l'entraîne, le passionne et le tient haletant jusqu'à la fin du récit...".

### Romans
- Grande sœur Odette, Paris, 1893, E. Guérin, 201 p.
- Les bêtises gaies. , La vertu de madame, (sous le pseudonyme D. Chéri), 1897, A.L.Guyot, 189 p. lire en ligne sur Gallica
- Le Charme d'amour, ouvrage couronné par l'Académie française (1898), : Paris, 1898, E. Flammarion, 313 p.
- Marchepied, Paris, 1906, Ernest Flammarion, 283 p.
- Le cœur de Thellys, orné de 22 illustrations hors texte de Raphaël Kirschner, Paris, 1908, Albert Méricant, 329 p. lire en ligne sur Gallica
- Le câlineur, Paris, 1911, A. Méricant
- Le Foyer provisoire, Paris, 1914, E. Flammarion
- L'Amour pendant la guerre, Paris, 1917, J. Ferenczi
- Le mari modèle, Paris, 1918, La Renaissance du livre
- L'Ombre de la joie, Paris, 1918, la Renaissance du livre
- La Petite femme incolore, Paris, 1919, la Renaissance du livre
- L'Appel ardent, Paris, 1921, la Renaissance du livre, 272 p.
- La forêt frémissante, prix Lambert, 1923, Paris, 1923, J. Ferenczi et fils
- L'Éveil du désir, Paris, 1928, J. Ferenczi et fils
- La Fille aux doux yeux, roman d'amour, Paris, 1930, éditions S. E. T.
- Le Mari camarade, Paris, 1931, J. Ferenczi et fils
- La Féerie voluptueuse, Paris, 1932, J. Ferenczi et fils
- Marie de Brabant, la royale magicienne, Paris, 1932, Baudinière
- Son cœur et le reste, Paris, 1936, Baudinière, 256 p.

### Théâtre
- La visite, comédie en un acte, 1899, Flammarion, 32 p. pièce donnée à l'Odéon[17], lire en ligne sur Gallica
- La Vache à lait, comédie dramatique en 1 acte… (Paris, 23 mars 1896, au cercle des Escholiers.), 1897
- Le Liseron, comédie gaie en 3 actes (Paris, Renaissance, 23 février 1901), 1901
- La Lune de miel, (avec Arthur Bernède) pièce en 3 actes , 1903
- La Femme au masque, vaudeville en 3 actes, Paris, théâtre Cluny, 23 février 1905
- La Prisonnière, comédie dramatique en 4 actes, tirée du roman de J. H. Rosny aîné, jouée pour la première fois à l'Odféon le 12 août 1921[18]
- La Complice, comédie en 1 acte… (Paris, Théâtre Michel, 1er février 1911), 1912
- Le Flic, pièce en 1 acte… (Paris, Concert Mayol, 20 mars 1914), 1914
- Le Prétexte, pièce en 2 actes, Paris, création à la Comédie Française, 12 juillet 1906[19]
- En marge de la censure, illustrations de Douhin, Jack Abeillé, Maurice Neumont, recueil de pièces, Paris, 1901, Flammarion, 348 p. lire en ligne sur Gallica

### Livrets d'opérettes
- La Fille de la mère Michel, opérette en 3 actes, musique d’Ernest Gillet, Paris, Bouffes-Parisiens, 13 octobre 1903.
- Lucette à la caserne (avec Maurice Mareil)  opérette en 2 actes et 4 tableaux, musique de Gustave Goublier[20]

### Scénariste
- Le Rêve interdit, film muet réalisé par Albert Capellani, sorti en 1913.
- Le Mariage de l'amour, film muet français réalisé par Maurice Le Forestier, sorti en 1913
- L'argent ne fait pas le bonheur, 1913, Daniel Riche est scénariste et réalisateur ; avec Armand Numès, Jean Angelo, Louise Marquet, Raymonde Dupré....
- Une enfant terrible, 1912, court métrage avec Mistinguett
- Les caprices du Roi Soleil, 1912, film muet français réalisé par Maurice Le Forestier
- Le mirage, 1912, dirigé par Victorin-Hippolyte Jasset